# Campionato europeo di baseball 1985
Il campionato europeo di baseball 1985 è stato la diciannovesima edizione del campionato continentale. Si svolse ad Haarlem e Eindhoven, nei Paesi Bassi, dal 6 al 14 luglio, e fu vinto dai Paesi Bassi, alla loro dodicesima affermazione in ambito europeo.

## Squadre partecipanti
- Belgio
- Italia
- Paesi Bassi

- San Marino
- Spagna
- Svezia

## Risultati

### Gruppo
|    | Team        | V - P | Pf - Ps | %     |
| -- | ----------- | ----- | ------- | ----- |
| 1. | Paesi Bassi | 5 - 0 | 77 - 15 | 1.000 |
| 2. | Italia      | 4 - 1 | 48 – 11 | 0.800 |
| 3. | Belgio      | 3 - 2 | 35 - 35 | 0.600 |
| 4. | Svezia      | 2 - 3 | 17 – 59 | 0.400 |
| 5. | Spagna      | 1 - 4 | 14 – 37 | 0.200 |
| 6. | San Marino  | 0 - 5 | 15 – 49 | 0.000 |

| 1985 | Spagna | 0 – 1 | Svezia |  |

| 1985 | Belgio | 1 – 11 | Paesi Bassi |  |

| 1985 | Spagna | 1 – 11 | Italia |  |

| 1985 | Spagna | 1 – 12 | Paesi Bassi |  |

| 1985 | Belgio | 2 – 9 | Italia |  |

| 1985 | Italia | 4 – 5 | Paesi Bassi |  |

| 1985 | Belgio | 7 – 2 | Spagna |  |

| 1985 | Belgio | 9 – 1 | San Marino |  |

| 1985 | Spagna | 10 – 6 | San Marino |  |

| 1985 | Italia | 12 – 1 | San Marino |  |

| 1985 | Italia | 12 – 2 | Svezia |  |

| 1985 | Belgio | 16 – 12 | Svezia |  |

| 1985 | Paesi Bassi | 18 – 7 | San Marino |  |

| 1985 | Paesi Bassi | 31 – 2 | Svezia |  |

| 1985 | Svezia | 9 – 8 | San Marino |  |

### Girone 3º/6º posto
|    | Team       | V - P | Pf - Ps | %     |
| -- | ---------- | ----- | ------- | ----- |
| 1. | Belgio     | 6 - 0 | 66 – 20 | 1.000 |
| 2. | Svezia     | 4 - 2 | 29 – 47 | 0.667 |
| 3. | Spagna     | 2 - 4 | 25 – 25 | 0.333 |
| 4. | San Marino | 0 - 6 | 20 – 48 | 0.000 |

| 1985 | Spagna | 2 – 3 | Svezia |  |

| 1985 | Belgio | 6 – 5 | Spagna |  |

| 1985 | Spagna | 6 – 2 | San Marino |  |

| 1985 | Belgio | 10 – 0 | San Marino |  |

| 1985 | San Marino | 11 – 13 | Svezia |  |

| 1985 | Belgio | 18 – 0 | Svezia |  |

### Finale 1º/2º posto
| 1985 | Italia | 4 – 6 | Paesi Bassi |  |

| 1985 | Italia | 8 – 11 | Paesi Bassi |  |

| 1985 | Paesi Bassi | 8 – 6 | Italia |  |

| 1985 | Paesi Bassi | 12 – 4 | Italia |  |

## Classifica finale
| Campione d'Europa | Campione d'Europa | Campione d'Europa |
| ----------------- | ----------------- | ----------------- |
| Paesi Bassi       |                   |                   |
| Argento           | Italia            |                   |
| Bronzo            | Belgio            |                   |
| 4.                | Svezia            |                   |
| 5.                | Spagna            |                   |
| 6.                | San Marino        |                   |